# Hurma
Hurma era un petit principat de la zona fronterera entre els hitites i Mitanni.
Es devia formar cap a inicis del segle XVI aC i va caure sota influència de Mitanni, fins que a finals del segle xv aC va ser sotmesa a l'Imperi Hitita. Potser l'any 1360 aC el rei Tushratta de Mitanni hi va afavorir una revolta. Subiluliuma I, que probablement encara només era príncep hereu hitita, va anar a la zona i va derrotar els rebels, quan es dirigia a combatre el regne hurrita d'Isuwa. Els supervivents d'aquell territori, i d'altres ciutats i territoris veïns, van haver de refugiar-se en territori hurrita, molts d'ells a la mateixa ciutat d'Isuwa.